# Райън Гигс
Райън Джоузеф Гигс (на английски: Ryan Joseph Giggs) е роден на 29 ноември 1973 г. в Кардиф като Райън Джоузеф Уилсън. Той е бивш уелски футболист, играл единствено за отбора на английския Манчестър Юнайтед. Считан е за едно от най-добрите крила в историята на футбола, известен е с изключителната си бързина и техника. Гигс е рекордьор по участия с екипа на Манчестър Юнайтед с 963 официални мача, от които 672 в шампионата и 162 в международните турнири. Той е най-успешният футболист в историята на английския футбол с 36 спечелени трофея. Гигс е и бивш национален състезател на Уелс.

## Клубна кариера
Баща на Райън Гигс е Дани Уилсън, известен ръгбист, а негова майка е Лин Гигс. Въпреки че е роден в Кардиф, Гигс израства в манчестърското предградие Пендълбери. Баща му има корени от Сиера Леоне и Гигс винаги е заявявал, че изпитва гордост от факта, че има предци чужденци.
Райън Гигс е футболистът с най-дълга кариера в Манчестър Юнайтед, играл в 24 сезона. Той изиграва първия си мач за отбора през сезон 1990 – 1991 и бързо се превръща във важна част от първия отбор. Гигс печели в две последователни години наградата за най-добър млад състезател във Висшата лига през 1992 и 1993 г. Той е първият футболист с подобно постижение (то по-късно е повторено от Роби Фаулър и настоящия съотборник на Гигс Уейн Рууни).
През сезон 1998 – 1999 Гигс печели требъл с Манчестър Юнайтед (Висшата лига, ФА Къп и Шампионската лига). През същата година печели и Суперкупата на Европа и Междуконтиненталната купа. Голът му срещу Арсенал в полуфинала за ФА Къп през 1999 г. е избран от феновете в гласуване за най-великия гол в историята на отбора.
На 31 декември 2009 г. Гигс е определен за футболист на десетилетието на Манчестър Юнайтед. Той е единственият футболист отбелязал гол във всеки сезон на Висшата лига от нейното създаване до края на кариерата си.
Гигс играе важна част от първия отбор на Манчестър Юнайтед през цялата си кариера. Спечелил е рекордните 13 пъти Висшата лига, 2 пъти Шампионската лига, по веднъж Суперкупата на Европа, Междуконтиненталната купа и Световното клубно първенство, по 4 пъти ФА Къп и Купата на лигата и 10 пъти Къмюнити Шийлд. Това го прави най-успешният футболист в историята на Английския футбол с 36 трофея общо.
Уелсецът е автор и на още рекорди – най-много голове за всички времена във Висшата лига, отбелязани от футболист, който не е нападател – 114; най-бърз гол в историята на Манчестър Юнайтед – отбелязан в 15 секунда в мач срещу Саутхемптън през 1995 г. и други.
През сезон 2013 – 2014 Гигс става футболистът с най-много участия в Шампионската лига, като приключва кариерата си със 151 мача в най-престижния европейски клубен турнир. През следващия сезон този рекорд е подобрен от испанския полузащитник на Барселона Шави.
Гигс изиграва последния си мач за Манчестър Юнайтед на 10 май 2014 г. при домакинската победа над Хъл Сити.

## Национален отбор
Въпреки че е бил капитан на детския национален отбор на Англия, Райън Гигс е част от националния отбор на Уелс в периода 1991 – 2007 г. Той прави своя дебют за националния отбор през 1991 г. на 17-годишна възраст, което го прави най-младия футболист, играл за Уелс в историята. През 2004 г. Гигс е избран за капитан отбора. Отказва се официално от националния отбор на 2 юни 2007 г.
През 2012 г. Гигс е повикан в олимпийския отбор по футбол на Великобритания за летните олимпийски игри в Лондон. Той е капитан на отбора и записва 4 мача и 1 гол на олимпиадата.

## Статистика

### Клубни отбори
| Клуб              | Сезон             | Шампионат | Шампионат | ФА Къп | ФА Къп | Купа на лигата | Купа на лигата | Европейски Турнири1 | Европейски Турнири1 | Други Турнири2 | Други Турнири2 | Общо   | Общо   |
| Клуб              | Сезон             | Мачове    | Голове    | Мачове | Голове | Мачове         | Голове         | Мачове              | Голове              | Мачове         | Голове         | Мачове | Голове |
| ----------------- | ----------------- | --------- | --------- | ------ | ------ | -------------- | -------------- | ------------------- | ------------------- | -------------- | -------------- | ------ | ------ |
| Манчестър Юнайтед | 1990 – 91         | 2         | 1         | 0      | 0      | 0              | 0              | 0                   | 0                   | 0              | 0              | 2      | 1      |
| Манчестър Юнайтед | 1991 – 92         | 38        | 4         | 7      | 0      | 8              | 3              | 1                   | 0                   | 1              | 0              | 51     | 7      |
| Манчестър Юнайтед | 1992 – 93         | 41        | 9         | 2      | 2      | 2              | 0              | 1                   | 0                   | –              | –              | 46     | 11     |
| Манчестър Юнайтед | 1993 – 94         | 38        | 13        | 7      | 1      | 8              | 3              | 4                   | 0                   | 1              | 0              | 58     | 17     |
| Манчестър Юнайтед | 1994 – 95         | 29        | 1         | 7      | 1      | 0              | 0              | 3                   | 2                   | 1              | 0              | 40     | 4      |
| Манчестър Юнайтед | 1995 – 96         | 33        | 11        | 7      | 1      | 2              | 0              | 2                   | 0                   | –              | –              | 44     | 12     |
| Манчестър Юнайтед | 1996 – 97         | 26        | 3         | 3      | 0      | 0              | 0              | 7                   | 2                   | 1              | 0              | 37     | 5      |
| Манчестър Юнайтед | 1997 – 98         | 29        | 8         | 2      | 0      | 0              | 0              | 5                   | 1                   | 1              | 0              | 37     | 9      |
| Манчестър Юнайтед | 1998 – 99         | 24        | 3         | 6      | 2      | 1              | 0              | 9                   | 5                   | 1              | 0              | 41     | 10     |
| Манчестър Юнайтед | 1999 – 00         | 30        | 6         | –      | –      | 0              | 0              | 11                  | 1                   | 3              | 0              | 44     | 7      |
| Манчестър Юнайтед | 2000 – 01         | 31        | 5         | 2      | 0      | 0              | 0              | 11                  | 2                   | 1              | 0              | 45     | 7      |
| Манчестър Юнайтед | 2001 – 02         | 25        | 7         | 1      | 0      | 0              | 0              | 13                  | 2                   | 1              | 0              | 40     | 9      |
| Манчестър Юнайтед | 2002 – 03         | 36        | 8         | 3      | 2      | 5              | 0              | 15                  | 4                   | –              | –              | 59     | 14     |
| Манчестър Юнайтед | 2003 – 04         | 33        | 7         | 5      | 0      | 0              | 0              | 8                   | 1                   | 1              | 0              | 47     | 8      |
| Манчестър Юнайтед | 2004 – 05         | 32        | 5         | 4      | 0      | 1              | 1              | 6                   | 2                   | 1              | 0              | 44     | 8      |
| Манчестър Юнайтед | 2005 – 06         | 27        | 3         | 2      | 1      | 3              | 0              | 5                   | 1                   | –              | –              | 37     | 5      |
| Манчестър Юнайтед | 2006 – 07         | 30        | 4         | 6      | 0      | 0              | 0              | 8                   | 2                   | –              | –              | 44     | 6      |
| Манчестър Юнайтед | 2007 – 08         | 31        | 3         | 2      | 0      | 0              | 0              | 9                   | 0                   | 1              | 1              | 43     | 4      |
| Манчестър Юнайтед | 2008 – 09         | 28        | 2         | 2      | 0      | 4              | 1              | 11                  | 1                   | 2              | 0              | 47     | 4      |
| Манчестър Юнайтед | 2009 – 10         | 25        | 5         | 1      | 0      | 2              | 1              | 3                   | 1                   | 1              | 0              | 32     | 7      |
| Манчестър Юнайтед | 2010 – 11         | 25        | 2         | 3      | 1      | 1              | 0              | 8                   | 1                   | 1              | 0              | 38     | 4      |
| Манчестър Юнайтед | 2011 – 12         | 25        | 2         | 2      | 0      | 1              | 1              | 5                   | 1                   | 0              | 0              | 33     | 4      |
| Манчестър Юнайтед | 2012 – 13         | 22        | 2         | 4      | 1      | 1              | 2              | 5                   | 0                   | –              | –              | 32     | 4      |
| Манчестър Юнайтед | 2013 – 14         | 12        | 0         | 0      | 0      | 2              | 0              | 7                   | 0                   | 1              | 0              | 22     | 0      |
| Общо за кариерата | Общо за кариерата | 672       | 114       | 74     | 12     | 41             | 12             | 157                 | 29                  | 19             | 1              | 963    | 168    |

1Европейските турнири включват Шампионска лига и Купа на УЕФА

2Други турнири включват Къмюнити Шийлд, Суперкупа на Европа, Междуконтинентална купа и Световно клубно първенство

### Национален отбор
| Уелс   | Уелс   | Уелс   |
| Година | Мачове | Голове |
| ------ | ------ | ------ |
| 1991   | 2      | 0      |
| 1992   | 3      | 0      |
| 1993   | 6      | 2      |
| 1994   | 1      | 1      |
| 1995   | 3      | 0      |
| 1996   | 3      | 1      |
| 1997   | 3      | 1      |
| 1998   | 1      | 0      |
| 1999   | 3      | 1      |
| 2000   | 4      | 1      |
| 2001   | 4      | 0      |
| 2002   | 5      | 0      |
| 2003   | 7      | 1      |
| 2004   | 3      | 0      |
| 2005   | 6      | 3      |
| 2006   | 5      | 0      |
| 2007   | 4      | 1      |
| Общо   | 64     | 12     |

## Успехи

### Манчестър Юнайтед
- Шампионска лига – 2 (1999, 2008)
- Суперкупа на Европа – 1 (1999)
- Междуконтинентална купа – 1 (1999)
- Световно клубно първенство – 1 (2008)
- Английска висша лига – 13 (1993, 1994, 1996, 1997, 1999, 2000, 2001, 2003, 2007, 2008, 2009, 2011, 2013)
- ФА Къп – 4 (1994, 1996, 1999, 2004)
- Купа на лигата – 4 (1992, 2006, 2009, 2010)
- Къмюнити Шийлд – 10 (1993, 1994, 1996, 1997, 2003, 2007, 2008, 2010, 2011, 2013)

### Индивидуални
- Най-добър млад футболист в Европа – 1 (1993)
- Най-добър млад футболист в Англия – 2 (1992, 1993)
- Идеален отбор на годината във Висшата лига – 6 (1993, 1994, 1995, 1996, 2001, 2007)
- Футболист на годината на Уелс – 2 (1996, 2006)
- Футболист на годината според футболистите в Англия – 1 (2009)
- Идеален отбор на десетилетието във Шампионската лига – 1 (1992 – 2012)
- Идеален отбор на десетилетието във Висшата лига – 1 (1992 – 2012)
- Футболист на месеца във Висшата лига – 3 (септември 1993, август 2006, февруари 2007)
- Играч на мача за Междуконтиненталната купа – 1 (1999)
- Гол на годината в Англия – 1 (1999)
- Най-добър играч на Манчестър Юнайтед за сезона според футболистите на отбора – 1 (2006)
- Златен крак – 1 (2011)
- Спортна личност на годината на BBC – 1 (2009)
- Спортна личност на годината на GQ – 1 (2010)
- Орден на Британската империя за заслугите си във футбола

### Рекорди
- Най-много мачове с екипа на Манчестър Юнайтед във всички турнири – 963
- Най-много мачове с екипа на Манчестър Юнайтед в шампионата на Англия – 672
- Най-много мачове във Висшата лига – 632
- Най-много мачове с екипа на Манчестър Юнайтед във Висшата лига – 632
- Най-много мачове с екипа на Манчестър Юнайтед в Купата на лигата – 40
- Най-много мачове с екипа на Манчестър Юнайтед в Международните турнири – 162
- Най-много мачове с екипа на Манчестър Юнайтед в Европейските турнири – 159
- Най-много мачове с екипа на Манчестър Юнайтед във Шампионската лига – 151[1]
- Футболистът с най-много отличия в историята на Английския футбол – 36
- Футболистът с най-много отличия в историята на Манчестър Юнайтед – 36
- Най-много титли във Висшата лига – 13
- Най-много титли с екипа на Манчестър Юнайтед във Висшата лига – 13
- Най-бързия гол в историята на Манчестър Юнайтед – 15 секунди (срещу Саутхемптън на 18 ноември 1995 г.)
- Единственият играч, отбелязвал гол във всеки един сезон от създаването на Висшата лига до края на кариерата си.